# De Vereeniging (Dollard)
De Vereeniging is een voormalig waterschap in de Nederlandse provincie Groningen.
Het schap verzorgde de afwatering van drie Dollardpolders, te weten de Finsterwolderpolder, de Oostwolderpolder en de Reiderwolderpolder. Daarvoor onderhield het een buiten deze polders gelegen watergang, met de naam: Afwateringskanaal van de Vereeniging. Het water werd via een spuisluis bij Fiemel op de Eems geloosd. In 1952 werd deze sluis vervangen door een gemaal.
Het gebied van waterschap kwam geheel overeen met de drie polders. Het lag dan ook in de lijn hiervan één groot schap te maken. Dit gebeurde in 1967, onder de naam Fiemel, waarbij ook de Johannes Kerkhovenpolder werd toegevoegd. Waterstaatkundig gezien ligt het gebied sinds 2000 binnen dat van het waterschap Hunze en Aa's.